# Boreomysis fragilis
Boreomysis fragilis är en kräftdjursart som beskrevs av Hansen 1912. Boreomysis fragilis ingår i släktet Boreomysis och familjen Mysidae. Inga underarter finns listade i Catalogue of Life.